# NGC 593
NGC 593 è una galassia lenticolare vista di taglio e situata nella costellazione della Balena a una distanza di circa 235 milioni di anni luce dalla nostra Via Lattea.

## Scoperta
NGC 593 è stata scoperta il 2 novembre 1882 dall'astronomo francese Édouard Stephan.